# Dusona carlsoni
Dusona carlsoni är en stekelart som beskrevs av Gupta 1977. Dusona carlsoni ingår i släktet Dusona och familjen brokparasitsteklar. Inga underarter finns listade i Catalogue of Life.